# 马尔凯 (加来海峡省)
马尔凯（法語：Marquay，法語發音：[maʁkɛ]）是法国上法蘭西大區加来海峡省的一个市镇，属于阿拉斯区。

## 地理
马尔凯（50°22'52"N, 2°25'21"E）面积3.47 平方千米，位于法国上法蘭西大區加来海峡省，该省份为法国北部沿海省份，西北濒北海，南至索姆省，东临北部省。
与马尔凯接壤的市镇（或旧市镇、城区）包括：蒙希布勒通、巴约勒欧科纳耶、利尼圣弗洛谢尔、奥斯特勒维尔、罗埃勒库尔。

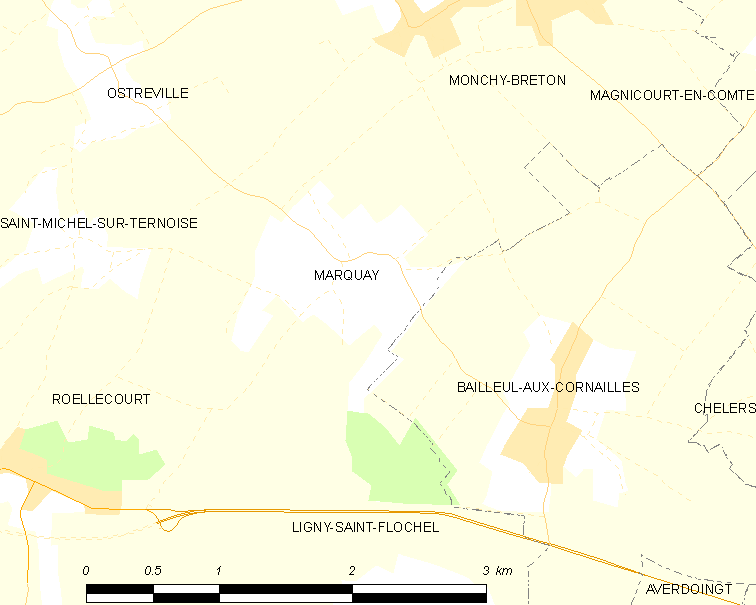
的OSM定位图

马尔凯的时区为UTC+01:00、UTC+02:00（夏令时）。

## 行政
马尔凯的邮政编码为62127，INSEE市镇编码为62558。

## 政治
马尔凯所属的省级选区为泰努瓦斯河畔圣波勒县。

## 人口

1962-2008年间人口变化图示

马尔凯于2022年1月1日时的人口数量为173人。